# 林孝信
林孝信（1944年4月3日—2015年12月20日），生於日治台灣台北州臺北市。台灣《科學月刊》創辦人，曾參與保釣運動，因此列名黑名單。擅長物理學史與哲學，數學史與哲學，科學教育，通識教育，政治經濟學，媒體分析等。

## 生平
林孝信生於台北，太平洋戰爭期間，為躲避空襲與家人移居彰化。在6歲時，其父母帶著全家移居宜蘭，先後畢業於宜蘭中學初中部及建國中學高中部，隨即考上台大物理系就讀。畢業後赴美留學，於1967年進入芝加哥大學攻讀物理博士，但因致力於科學月刊及保釣運動而未獲得學位。
1970年1月1日，林孝信以「科學報國」、「讓科學在故鄉生根」為訴求，召集一群台灣留學生合辦科學月刊，創刊的宗旨是「普及科學、介紹新知、啟發民智、培養科學態度」。1970年底，林孝信參與保釣運動，1971年元月30日（星期六）美國中西部釣魚台示威遊行後，《科學月刊》的定期通訊簡報慢慢轉變成批評臺灣的宣傳品，林孝信因此被列入黑名單，護照被沒收、在美國「非法拘留」至1984年。
保釣運動後，林孝信從自然科學轉入政治、經濟、歷史學等社會科學領域，專長為通識教育、政治經濟學、科學史與哲學。1997年，林孝信重回台灣，致力於推廣通識教育。曾任社團法人社區大學全國促進會常務理事、國立清華大學兼任講師、國立台南藝術大學兼任講師、世新大學客座教授、弘光科技大學特聘教授、中華民國通識教育學會理事等。
林孝信回台灣時攜帶了大量保釣運動相關文件，已全數捐贈國立清華大學圖書館。
2015年12月20日，林孝信因肝癌在台南市國立成功大學醫學院附設醫院逝世，享壽71歲。其妻陳美霞在告別式上形容林孝信常常一天當三天用，安慰眾人這樣的工作方式代表著其實他在人等於活了213年，可以安穩離世。身後也獲中華民國政府明令褒揚。
名言:「知識是用來造福人群的，而不是讓人望而生畏、讓人用來壓迫人的。」

## 經歷
- 1964創辦《時空》(台大物理系系刊)
- 1965創辦《中學生科學週刊》(刊載于《新生報》)
- 1970創辦《科學月刊》
- 1971～1979參加海外保釣運動，出版《芝加哥釣魚台快訊》周刊（後改為雙周刊），共154期
- 1979～1987「臺灣民主運動支援會」創辦人，創辦《民主台灣》雜誌
- 1971因參加保釣運動，被國民政府吊銷護照(護照過期或被吊銷只表示證件失效並不代表喪失國籍, 喪失國籍需到臺北經濟文化代表處申請個案辦理)，非法居留美國至1984。
- 1988解嚴後，申請恢復護照，並首次（21年後）重返臺灣。
- 1997舉家遷回臺灣。
- 1997中國時報《開卷》「年度十大好書」評選委員
- 1998～ 推動臺灣社區大學的成立與發展
- 1999創辦新竹青草湖社區大學，發起成立社團法人「社區大學全國促進會」，籌辦年度社區大學全國研討會(第一屆~第九屆)
- 1999大學通識教育評鑒委員(教育部主辦，委託「通識教育學會」承辦)
- 1999～2001中山大學共同教育委員會校外委員
- 2000～2002「臺灣電視公司」董事
- 2001～2004《社大開學》（月刊）總編輯
- 2005《南華通識教育研究》編輯委員會諮詢委員
- 2005創辦《通識線上》
- 2007，2009，1010「卓越新聞獎」評審委員
- 2009影像公與義（余紀忠文教基金會）評審委員
- 2007-2010弘光科技大學特聘教授
- 台南藝術大學、清華大學、成功大學、交通大學，世新大學及臺北文山社區大學任教(均為兼任)
- 歷任職稱：世新大學客座教授、「科學月刊」社編委、「社區大學全國促進會」理事、「中華民國通識教育學會」理事、「臺灣媒體觀察基金會」董事、「釣魚台教育計劃」主持人、台灣《立報》社論主筆(2005-)

## 榮譽
- 2002，入選為「十大不可忽視人物」(新新聞週刊，中國時報人間副刊，誠品好讀聯合企劃)-不可忽視的教育工作者，新新聞774期 (2002年1月3日)，pp31~32
- 2002，國際知名的教育期刊The Chronicle of Higher Education專文報導：An ‘Accidental Dissident’ Tries to Reform Taiwanese Education: His movement seeks to merge technical training and the liberal arts, 登於該刊March 22, 2002
- 2011，被選為民國百年以來三十一個青年典範之一。這是行政院青輔會為紀念建國百年推出研究計劃，須文蔚主持的專案，研究結果集結成書：須文蔚編，那一刻，我們改變了世界：31個實現自我 把握機會 創造人生的故事，台北：遠流，2011，《從第0期開始：衣帶漸寬終不悔》，廖律清，115-124頁
- 2011年6月18日，榮獲「杜聰明博士科學獎章」特別貢獻獎。
- 2020年11月17日，國際天文聯會以林孝信（Linshiawshin）命名498797號小行星[8]，表揚他對台灣普及科學的貢獻。

## 論文著作 / 通識相關活動紀錄
- 林孝信，寫在第零期出版之前，科學月刊0，(1969:8) pp4~5。本文為科學月刊試刊號的「社論」，說明創辦科學月刊 的動機與基本構想，由本人起草，得到104位熱心朋友簽名，以共同發起人名義刊出。
- 林孝信，這是你的雜誌─代發刊詞，科學月刊1-1，(1970：1) pp4~5
- 林孝信，自然界的照妖鏡：傅氏分析法簡介，科學月刊1-2，(1970:2) pp6~14
- 林孝信，甚麼叫做「力是諧和的？」，科學月刊1-3，(1970：3) pp42~43
- 林孝信，金星也有盈虧圓缺，科學月刊1-6，(1970：6) pp44~45
- 林孝信，甚麼叫做回歸分析法？科學月刊1-11，(1970：11) pp4~5
- 林孝信，重複逼近面面觀兼介向量變換，科學月刊，2-6，(1971：6)
- 林孝信，下一個二十年─如何更成熟而不老化？科學月刊241，(1990：1)
- 林孝信，芝加哥大學的通識教育，科技報導(1992年5月15 )第5版。本文被選入《教育資料文摘》(1993)以及國立臺灣大學《通識教育通訊》2
- 林孝信，學術發展與民間學術社群，科學月刊25-9，644(1994)。本文被選入《教育資料文摘》202, 158, (1994)
- 林孝信，當前通識教育的瓶頸，科學月刊301(1995：1)
- 林孝信，量子力學的革命，科學月刊25-6, 377-386(1995)，原發表於「第一屆通識教育教師研習營：人文與自然的交流」新竹，1995
- 林孝信、黃俊傑，美國現代大學的理念與實踐－以芝加哥大學為例，《大學理念與校長遴選》 黃俊傑 編，中華民國通識教育學會 出版 pp67-100, (1997)。原發表於「第四屆通識教育教師研習營：大學之理念」臺北：陽明大學，1996
- 林孝信、黃俊傑，美國的經典通識教育：經驗、問題與啟示，通識教育季刊，3-4(1996:12)，並被選入《大學理念與校長遴選》 黃俊傑 編，中華民國通識教育學會 出版 (1997)。本文作為主題演講原發表於「第三屆通識教育教師研習營：靜電通識教育」桃園：中央大學，1996
- 林孝信，從學術領導看大學校長遴選，大學理念與校長遴選 黃俊傑 編，中華民國通識教育學會 出版 (1997)。原發表于「大學校長遴選與治校風格學術研討會」臺北：臺灣大學，1997
- 林孝信，戴森眼中的善與惡，新新聞533 88-89 (1997)
- 林孝信，火星上如有生命，跟地球有相同祖宗？，新新聞540 80-83 (1997)
- 林孝信，探險尋找火星人時，是否忘了地球上的貧窮人？，新新聞540 84-85 (1997)
- 林孝信，索卡事件點燃罕見的科學戰爭─「科學與人文的另種對話」系列1，新新聞547 90-92 (1997)
- 林孝信，偽科學，似科學，反科學─「科學與人文的另種對話」系列2，新新聞549 58-61 (1997)
- 林孝信，科學研究只是國王的新衣？─「科學與人文的另種對話」系列3，新新聞550 71-73 (1997)
- 林孝信，科學真能「求真」嗎？─「科學與人文的另種對話」系列4，新新聞551 80-81 (1997)
- 林孝信，新舊左派吹起鬥爭號角─「科學與人文的另種對話」系列5，新新聞552 79-83 (1997)
- 林孝信，本尊恐懼分身：桃莉震撼演化歷史─「複製羊一周年探討」系列1，新新聞573 80-81 (1998)
- 林孝信，通往桃莉之路，魏爾穆只加了一塊磚─「複製羊一周年探討」系列2，新新聞574 80-81 (1998)
- 林孝信，桃莉快要變成脫韁野馬─「複製羊一周年探討」系列3，新新聞575 86-88 (1998)
- 林孝信，動物園的真面目，《新動物園：在荒野與城市中漂泊的現代方舟，貓頭鷹出版社》序(1998)
- 林孝信，無限的誘惑，無限的作用，《無限探索無限，Richard Morris作，黃逸華繹，新新聞出版社》導讀(1998)
- 林孝信，通識科學教育中的兩個進路，發表於「第七屆通張昭鼎紀念研討會：科學的人文面向探索」，臺北，陽明大學，2000
- 林孝信，成人教育傳統中的知識解放，發表於「臺北市社區大學研討會」，2000，收入「臺北市社區大學教學理念與實務運作」，楊碧雲、蔡傳暉、李鴻瓊 編 (2000)
- 林孝信，美國的物理學開拓者，《約翰‧惠勒自傳，商周出版社》專文推薦2000
- 林孝信，回顧與展望千禧年的科學，科學月刊373，(2001：1)。
- 林孝信，後期高中教育發展趨勢與大學通識之深化，發表於「第十屆通識教育教師研習營」，2002
- 林孝信，全球化與本土化下的臺灣社會若干考察，發表於「全球化與本土化研討會」，2002
- 林孝信，從社會實踐中解放知識，《社大開學》，2002
- 林孝信，科學家的反戰責任─從愛因斯坦反戰活動談起，科學月刊401，(2003：5)
- 林孝信，全球化下的科技通識教育，發表於「第十二屆通識教育教師研習營」，2004
- 林孝信，從二十一世紀高等教育趨勢看臺灣社區大學的實踐，發表於「二十一世紀大學通識教育與終身教育學術研討會」，桃園，元智大學，2003
- 林孝信，社區大學的出路何在？《社大開學》，2004
- 林孝信，社大要開甚麼課？《社大開學》，2004
- 林孝信，二十一世紀的成人學習與知識解放，發表於「第一屆社區大學學術研討會：知識解放與學習革命」，2004
- 林孝信，思想史上的光與電：愛因斯坦科學革命的歷史意義，中國時報2005年4月18日
- 林孝信，紀念愛因斯坦談教育，科學月刊424，(2005：4)
- 林孝信，從紀念愛因斯坦談通識教育與科學精神，發表於「中國技術學院通識教育研討會」，2005
- 林孝信，技職院校通識教育的未來，發表於「技職院校通識教育研討會」，臺北科技大學，2005
- 林孝信，在國際愛因斯坦年反思：新世紀的人文價值，發表於「2005以永續生存為導向之通識教育國際研討會」，高雄樹德大學，2005
- 林孝信，全球化下的品格教育，發表於「品格教育與全人教育學術研討會」，實踐大學，2006
- 林孝信，全球化時代的華人社會的通識教育，發表於「海峽兩岸通識教育研討會」，武漢理工大學，2006
- 林孝信，福勒克斯那的理想國：普林斯頓高等研究院的特色， 《通識在線》，13，2007
- 林孝信，通識教育中，核心課程的意義與實務，發表于中國醫學大學通識教育教師研習會，2007
- 林孝信，華人社會實施通識教育的意義與挑戰，發表于「大學理念與通識教育學術研討會」，香港中文大學，2007
- 林孝信，「全球在地化」在臺灣的變形及對教育的挑戰，發表於「全球在地化趨勢與相關議題國際學術研討會」，元智大學，2007
- 林孝信，哈佛大學通識教育改革初探，《通識在線》，11，2007
- 林孝信，哈佛大學通識教育改革再探，《通識在線》，13，2007
- 林孝信，成人教育的一個創新實驗，發表在「2008海峽兩岸推進終身教育研討會」，2009年9月28日，廈門，福建
- 林孝信，從劍橋看歐洲高等教育的演變，《通識在線》，25，2009
- 林孝信，保釣歷史淵源與社會意義，《啟蒙，狂飆，反思》頁24-46，新竹：清華大學出版社，2010
- 林孝信，從《科學月刊》的出現探討台灣社會思潮，發表在「第三屆海峽兩岸科普論壇」學術研討會，2010年5月22日，元智大學。
- 林孝信，科學在通識教育，《通識在線》，26，2010
- 林孝信，從通識教育思考通識與人文的關係，發表在「通識教育、生命教育與科學教育」學術研討會，2010年6月18日，中國醫藥大學。
- 林孝信，專訪潘懋元，《通識在線》，26，2010
- 林孝信，第三世界的啟蒙運動，發表在「理想啟蒙、奉獻–《科學月刊》在台灣」學術研討會，2010年11月19日，交通大學。
- 林孝信，再訪潘懋元，《通識在線》，30，2010
- 林孝信，十九世紀英國高等教育的質變，《通識在線》，34，2011
- 林孝信，科學月刊是如何出現的：四十年後的回顧，《繼續航向未來》，2011
- 林孝信，科學與技術的相互關係，中華科技史學會演講，2011年6月4日星期六，國家圖書館
- 林孝信，終身學習時代的科學普及，發表於第四屆兩岸科普研討會，2011年6月13日，廈門

## 開設課程
- 清華大學：科技與社會、無限之謎、時間的探索、空間的概念、愛因斯坦革命、數學與文化、混沌現象、對稱之美，生活科技等。
- 交通大學：科學經典名著導讀、愛因斯坦的革命，數學與文化，等
- 成功大學：邏輯入門，愛因斯坦的革命
- 台南藝術學院：政治經濟學、媒體分析與批判，影像與社會思潮
- 世新大學：認識愛因斯坦、漫遊物理世界，名著選讀，經典與生活智慧，數學與文化，全球化與另類全球化運動
- 台北文山社區大學：金融海嘯的前世今生

## 外部連結
- 紀念林孝信老師臉書專頁 （页面存档备份，存于）
- 遠見雜誌1990年1月號 第044期<科月20>報導 作者：楊孟瑜 （页面存档备份，存于）
- 保釣40年　台爭設釣魚台公園
- 《南方週末》：三十五年前華人精英的保釣
- 社團法人社區大學全國促進會
- 《科學月刊》30年知識庫 （页面存档备份，存于）
- 列保釣黑名單 林孝信被拒回台17年[永久]
- 保釣人:保釣理想性與熱情 當下社會最欠缺[永久]
- 保釣列黑名單 林孝信走上40年不歸路
- 釣魚台教育：林孝信紀念專區 （页面存档备份，存于）
- 讀懷念科月人林孝信後有感 （页面存档备份，存于）